# INS Vikrant (R 11)
Pour les articles homonymes, voir INS Vikrant.
Pour les autres navires du même nom, voir INS Vikrant et HMS Hercules.
L'INS Vikrant (R 11) est un porte-avions léger indien, sixième et dernier de la classe Majestic britannique, qui fut le premier porte-avions de la Marine indienne, en service de 1961 à 1997. Ce porte-avions a originellement été commandé par la Royal Navy en 1942 sous le nom HMS Hercules (49), mais sa construction fut suspendue en 1946. Acheté par l’Inde en 1957, il dut être achevé (en version modernisée) avant qu’il n’entre en service dans sa marine en 1961. Désarmé en 1997, il devient navire musée à Bombay jusqu’à sa fermeture en 2012 pour des raisons de sécurité. Après plusieurs tentatives de préservation infructueuses, le Vikrant est finalement démantelé entre fin 2014 et 2015.

## Historique

### Construction pour laRoyal Navy(1942–1957)

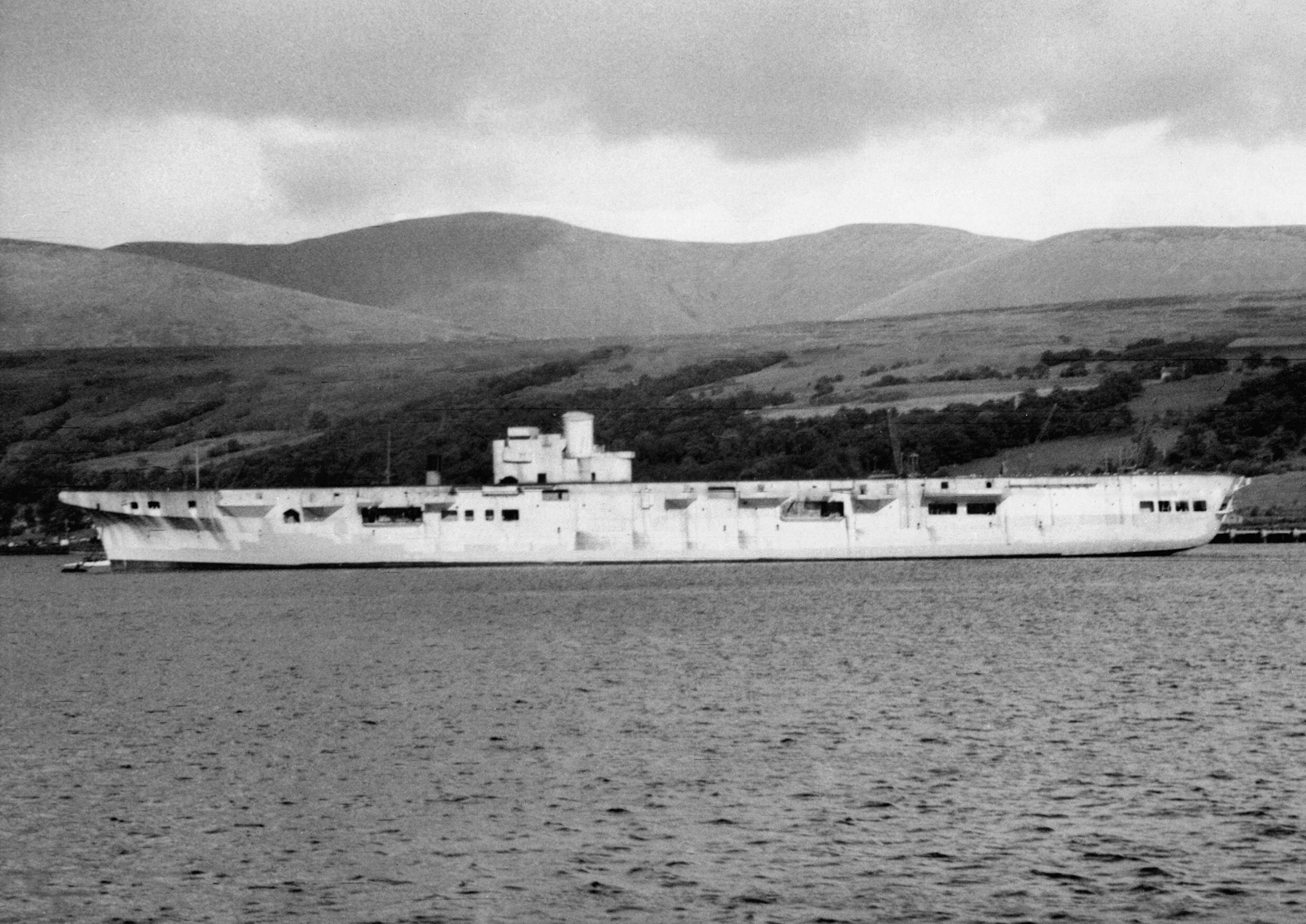
Le HMS Hercules en 1954.

Le HMS Hercules (R49) fut commandé en 1942 par la Royal Navy. Il est le sixième et dernier navire porte-avions de la classe Majestic, et de type CATOBAR CV. Sa quille fut posée le 12 novembre 1943 aux chantiers Vickers-Armstrong sur le fleuve Tyne. Le navire fut lancé le 22 septembre 1945. Mais, à cause de la fin de la Seconde Guerre mondiale, la construction fut arrêtée en mai 1946, la Royal Navy n’ayant plus besoin du navire. Comme les autres, il fut toutefois conservé en vue d’une utilisation éventuelle future.

### Achèvement et service dans la Marine indienne (1957–1997)
En Inde, bien que la constitution d’une force aéronavale ait été décidée dès l’indépendance en 1947, le manque de fonds du côté indien, le déclenchement de la guerre de Corée du côté du Royaume-Uni, empêchèrent jusqu’en 1955 un accord entre l’amiral Mountbatten et le premier ministre Jawaharlal Nehru sur la vente du HMS Hercules. En janvier 1957, le navire inachevé fut acheté par l’Inde qui le rebaptisa INS Vikrant (R11), nom qui signifie « courageux » en sanscrit. En avril 1957, il fut remorqué jusqu’à Belfast aux chantiers Harland and Wolff. Outre la fin de la construction, des modifications sur les plans originaux et une modernisation y eurent lieu : modification de l’îlot, adjonction d’un pont oblique, d’une catapulte, d’un miroir aux alouettes, remplacement de l’électronique, tropicalisation, etc. Cela exaspéra déjà l’URSS, qui vit d’un mauvais œil l’Inde devenir une puissance aéronavale.

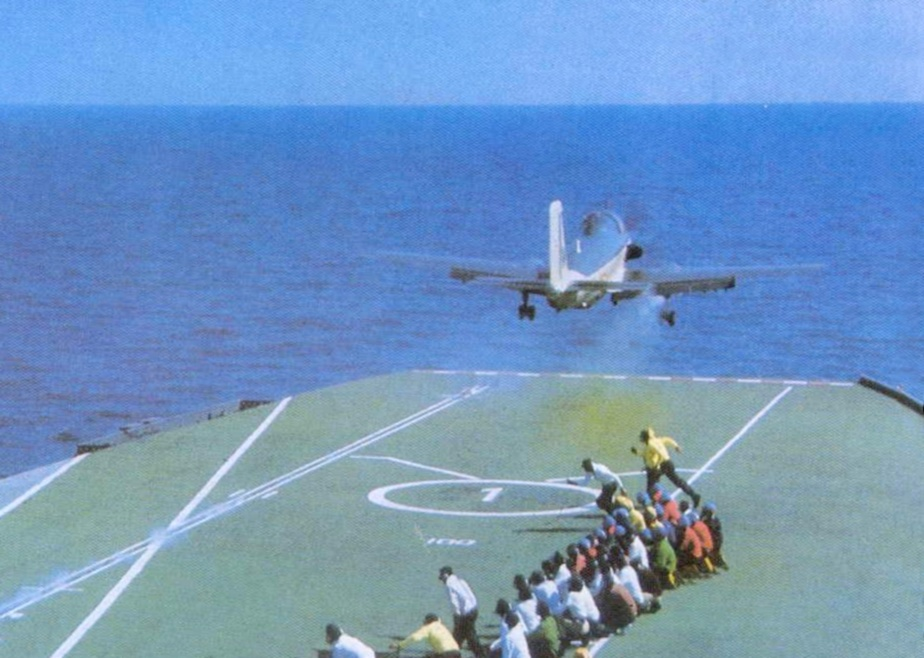
Un Alizé décollant du Vikrant durant la guerre indo-pakistanaise.

Commissionné à Bombay le 16 février 1961, le bâtiment de 19 500 tonnes mettait en œuvre des chasseurs Hawker Sea Hawk et des Breguet Alizé de lutte anti-sous-marine (ASM), ces derniers étant utilisés en missions de reconnaissance durant l’invasion de Goa (Portugal) en décembre 1961 puis dans des missions ASM lors de la troisième guerre indo-pakistanaise de 1971. Handicapé durant ce conflit par une vitesse de 14 nœuds (au lieu de 23) en raison d’une avarie sur les chaudières, le bâtiment fut considéré suffisamment dangereux par la marine du Pakistan qui dépêcha son seul sous-marin, le PNS Ghazi, pour miner la base navale indienne de Visakhapatnam sur le golfe du Bengale afin de couler le Vikrant. Cette opération fut sans succès. Le porte-avions subit une seconde modernisation entre 1979 et janvier 1982 (changement des chaudières, installation de nouveaux radars, de systèmes de communication, de canons antiaérien, etc.). Une ultime modernisation eût lieu entre décembre 1982 et février 1983 (suppression de la catapulte et des brins d’arrêt et adjonction d’un tremplin pour accommoder les vingt-trois Sea Harrier FRS.51 de reconnaissance et d’attaque achetés en 1983, qui remplacèrent les Hawker Sea Hawk, réorganisation du pont d’envol afin de mettre en œuvre des Sea King).
Malgré ces modernisations, le bâtiment prit rarement la mer à cause de son état. En 1986, l’Inde acheta au Royaume-Uni le porte-avions HMS Hermes de classe Centaur, de type STOBAR CV. Ce dernier a été commissionné le 12 mai 1987 sous le nom d'INS Viraat (R22). Le Vikrant, alors de type STOVL CV, servant de moins en moins, fut finalement désarmé le 31 janvier 1997.

### Désarmement, navire-musée et mise à la ferraille (1997–2014)

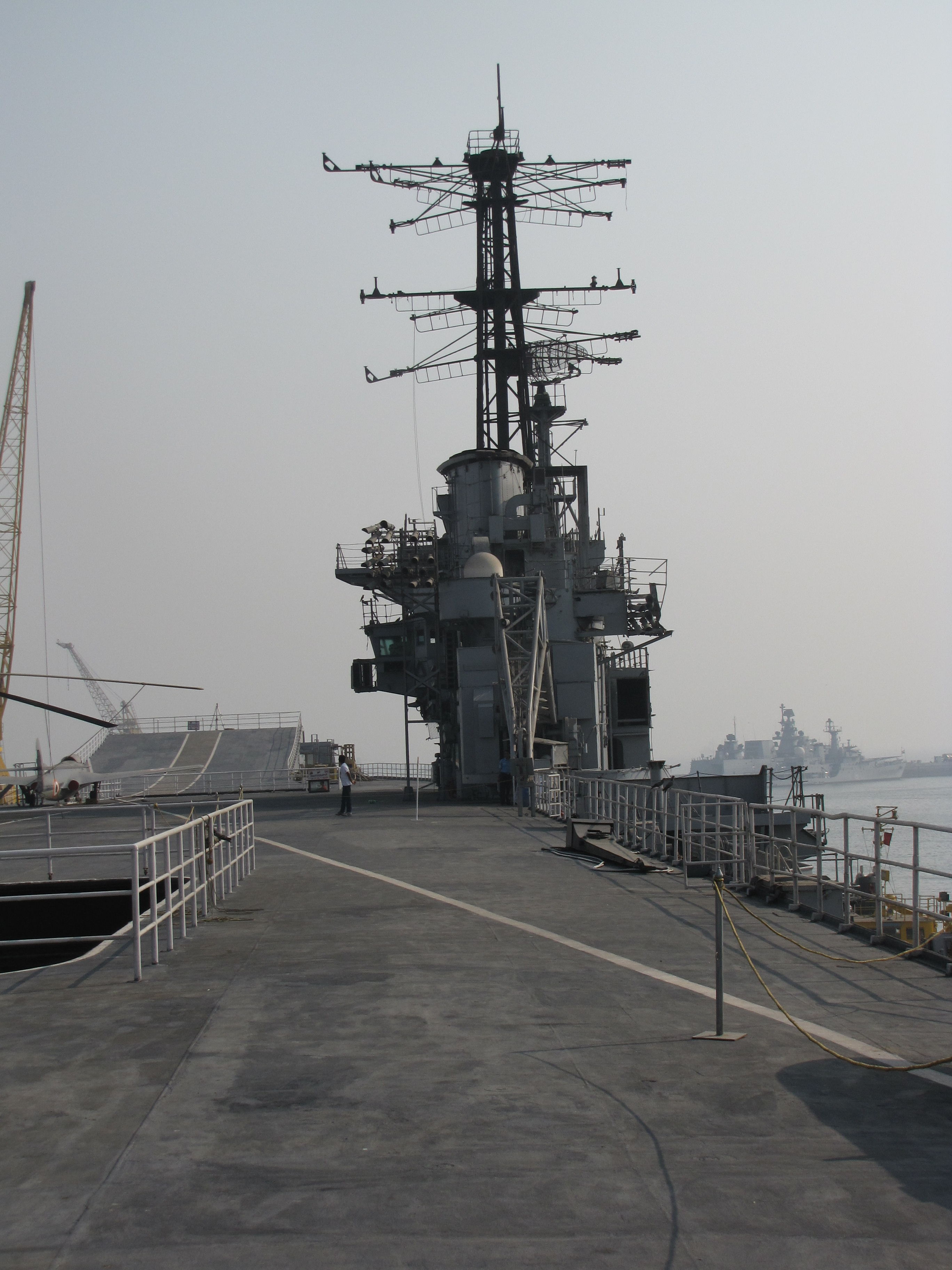
L’îlot du Vikrant en 2012.

Il était prévu de le transformer en navire musée à Bombay, mais un manque de financement empêcha la transformation. Il resta amarré dans cette ville, n’étant alors ouvert à la visite qu’en de rares occasions,. Il était alors le seul porte-avions britannique de l’époque de la Seconde Guerre mondiale préservé pour être navire musée.
Finalement, en août 2013, le Vice-amiral Shekhar Sinha, chef de la Western Naval Command, annonça que le ministère de la Défense enverrait le Vikrant à la ferraille car il devenait « très difficile à entretenir » et qu’aucune offre privée n’avait été faite pour le transformer en musée. Le 3 décembre 2013 le gouvernement indien mit le navire aux enchères, à cause de difficultés d’entretien. Les dernières tentatives de rachat pour le sauver furent refusées, notamment pour les motifs que le navire était « totalement dangereux » et « impropre à la préservation en tant que musée ». Le navire fut vendu à un chantier naval de démolition de navires de Darukhana à Bombay fin janvier 2014 où il subit des préparatifs pour son démantèlement,. Un litige d’intérêt public (PIL, Public-Interest Litigation) concernant la vente et la démolition du Vikrant fut déposé puis examiné par la Cour Suprême, elle le rejeta le 14 août, ouvrant la voie à la démolition. Le Vikrant dut rester échoué au chantier naval en attendant la décision de la Cour Suprême puis, après cette décision, les autorisations finales du Mumbai Port Trust.
Le 12 novembre, la Cour Suprême donna son approbation finale à démolition du navire. Celui-ci débuta le 22 novembre et devrait se terminer mi-2015.

## Engagement
- Troisième guerre indo-pakistanaise (1971)

## Groupe aérien
Il y avait quatre escadrilles à bord :
- INAS 300 « Tigres blancs » : Hawker Sea Hawk puis Hawker-Siddeley Sea Harrier ;
- INAS 310 « Cobras » : Breguet Br.1050 Alizé ;
- INAS 321 « Anges » : Alouette III (HAL Chetak) ;
- INAS 330 « Harpons » : Sea King.

## Galerie

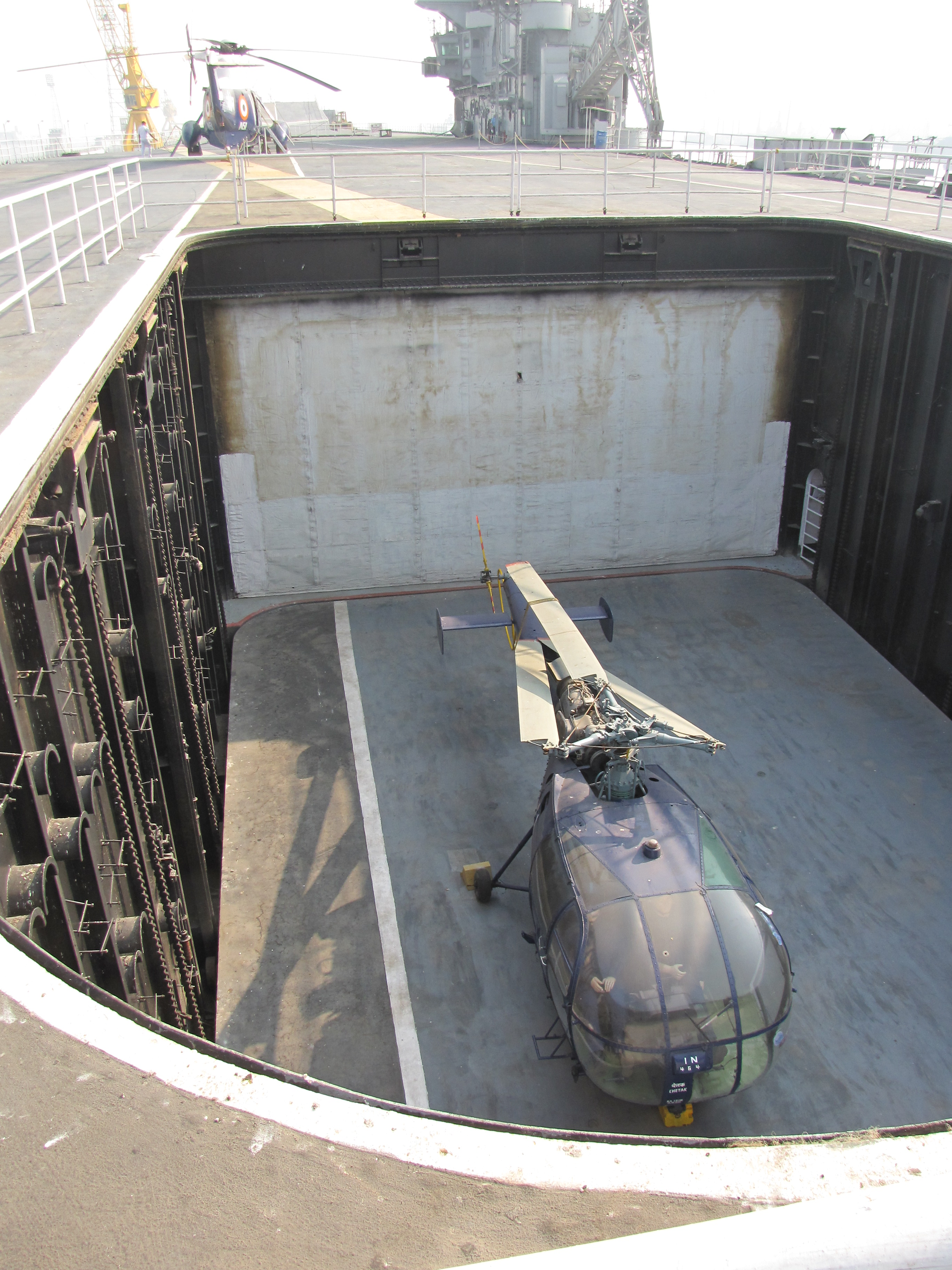
Ascenseur pour les aéronefs.
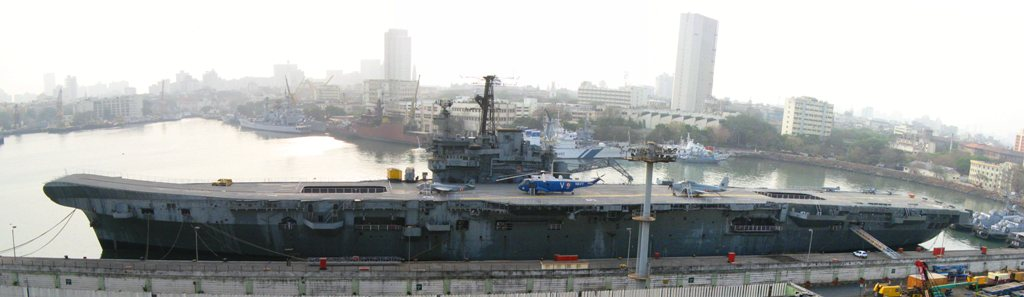
Le Vikrant amarré à Bombay après son désarmement.
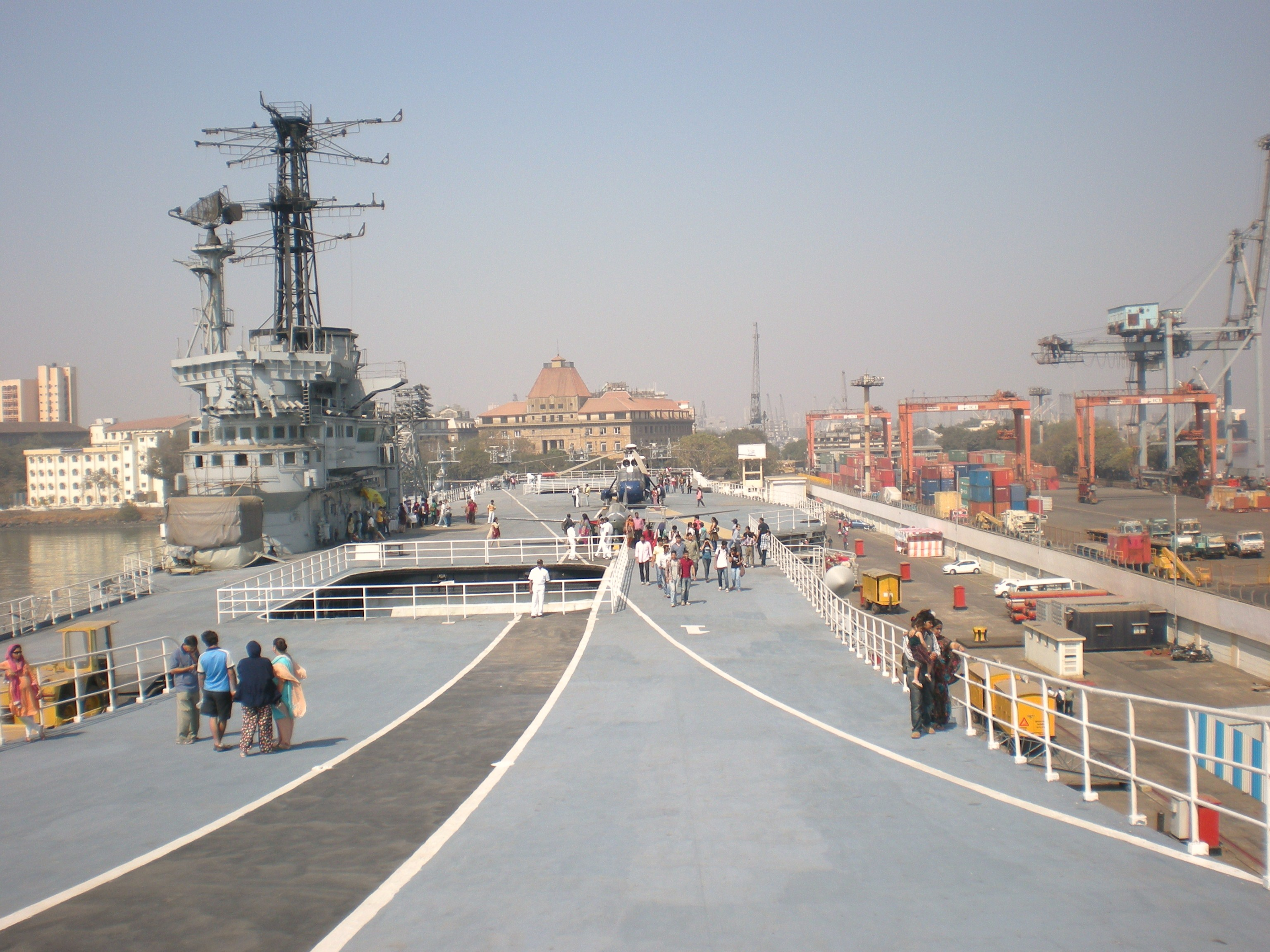
Pont d’envol du Vikrant.